# Andrea Bocelli 30 - The Celebration
Andrea Bocelli 30 - The Celebration è stato un programma televisivo italiano di intrattenimento musicale sui concerti Andrea Bocelli 30: The Celebration organizzati dal tenore italiano Andrea Bocelli presso Teatro del Silenzio di Lajatico il 15, il 17 e il 19 luglio 2024, trasmessi su Canale 5 l'11 e il 18 dicembre 2024 e condotto da Michelle Hunziker.

## Antefatti
Il 15, il 17 e il 19 luglio 2024 presso il Teatro del Silenzio di Lajatico in Toscana, città natale di Bocelli, si sono tenuti tre concerti evento per i trent'anni di carriera in cui hanno partecipato artisti italiani e internazionali eseguendo brani provenienti dal repertorio di Bocelli o del repertorio classico. La direzione artistica dell'evento è stata curata da Francisco Negrin, con coreografie di Nathan Clarke, l'Orchestra Filarmonica Italiana, diretta da Steven Mercurio e David Carreras, e la presenza del Nuovo Coro Lirico Romano.
Nel corso dell'evento sono stati presentati nuovi brani del tenore, tra cui Da Stanotte in Poi (From This Moment On) con Shania Twain, la versione spagnola Vivo por Hella con Karol G e Rimani qui con Elisa, contenuti nella della quarta raccolta di brani musicali del tenore Duets (30th Anniversary), pubblicata il 25 ottobre 2024. L'evento viene raccontato nel film Andrea Bocelli 30 - The Celebration presentato in anteprima a ottobre e diretto da Sam Wrench.

## Descrizione
Il programma ha visto Andrea Bocelli interpretare brani provenienti dalla sua discografia e del repertorio classico. Nel corso dello show il cantautore ha ha inoltre duettato con numerosi artisti italiani, tra cui interpretando per la prima volta dal vivo Vivo per lei con Giorgia, Dare to Live (vivere) con Laura Pausini e Rimani qui con Elisa, oltre che Zucchero Fornaciari, Eros Ramazzotti, Franco Vassallo e Tiziano Ferro, oltre che i figli Virginia, Matteo e Amos Bocelli. Il tenore si è inoltre esibito con Brian May, Jon Batiste, David Foster, Shania Twain, Sofia Carson, Ed Sheeran, Johnny Depp, Will Smith, Lang Lang, Plácido Domingo, José Carreras, Aida Garifullina e Nadine Sierra. Nel corso del programma si sono inoltre esibiti l'attore Mattia Basciani e dodici ballerini. Nel corso del programma Michelle Hunziker ha intervistato gli artisti che hanno duettato con Bocelli.

## Esibizioni

### Prima puntata
Le esibizioni sono riportate in ordine di esecuzione nel programma.
- 'O sole mio
- Miserere (con Zucchero Fornaciari)
- Il mare calmo della sera
- Notte 'e piscatore (con registrazione di Luciano Pavarotti)
- Te voglio bene assaje (eseguita da José Carreras come solista)
- Funiculì funiculà
- Vivo per lei (con Giorgia)
- Hallelujah e Bambina mia ricordati (con Virginia Bocelli)
- Ave Maria
- Rimani qui (con Elisa)
- Eppure sentire (un senso di te) (eseguita da Elisa come solista)
- Perfect Symphony (con Ed Sheeran)
- En Aranjuez, con tu amor (con Johnny Depp)
- Oronero (eseguita da Giorgia come solista)
- Fall on Me (con Matteo Bocelli)
- Ama, credi e vai e Who Wants to Live Forever (con Brian May)
- Gratia plena (con Nadine Sierra)
- Con te partirò (con Aida Garifullina)
- Di quella pira
- Vicino a te (con Nadine Sierra)
- Honesty (eseguita da Matteo Bocelli e Amos Bocelli come solista)
- Por una cabeza (con Christian Nodal)
- Baila (eseguita da Zucchero Fornaciari come solista)
- Da Stanotte in Poi (From This Moment On) (con Shania Twain)
- Nessun dorma

## Ascolti
| Puntata | Messa in onda    | Ascolti        | Ascolti | Ascolti |
| Puntata | Messa in onda    | Telespettatori | Share   | Fonte   |
| ------- | ---------------- | -------------- | ------- | ------- |
| 1       | 11 dicembre 2024 | 2 492 000      | 16,44%  | [ 14 ]  |
| 2       | 18 dicembre 2024 | 2 020 000      | 12,43%  | [ 15 ]  |
| Media   | Media            | 2 256 000      | 14,43%  |         |